# Íñigo López de Mendoza y Zúñiga
Íñigo de Zúñiga Avellaneda y Velasco, nacido en 1489 en Miranda de Ebro (Burgos) y fallecido el 9 de junio de 1535 en Tordómar (Burgos), fue un noble español de la Casa de Zúñiga, que cambió sus apellidos al ser nombrado dignidad, llamándose Íñigo López de Mendoza y Zúñiga en memoria a su bisabuelo materno Íñigo López de Mendoza, I marqués de Santillana, y a su tío abuelo materno el Gran Cardenal Mendoza, fue abad del monasterio de Santa María de la Vid (Burgos), abad de Covarrubias (Burgos), embajador del emperador Carlos V en Inglaterra, obispo de Coria, obispo de Burgos, cardenal de la Iglesia Católica.

## Filiación
Hijo de Pedro de Zúñiga y Avellaneda, II conde de Miranda del Castañar, señor de Avellaneda, Peñaranda de Duero y otras villas más, y de su esposa Catalina de Velasco y Mendoza, hija de Pedro Fernández de Velasco, II conde de Haro, y de su esposa Mencía de Mendoza y de la Vega, hermano menor de Francisco de Zúñiga Avellaneda y Velasco, III conde de Miranda del Castañar y de Juan de Zúñiga Avellaneda y Velasco, comendador mayor de Castilla en la Orden de San Jaime de la Espada.

## Juventud
Orientado a la carrera eclesiástica, estudió en el Colegio Mayor de San Bartolomé "el Viejo" de la Universidad de Salamanca. Íñigo y su hermano Juan, recibieron la tonsura eclesiástica en 1506. Al tener los dos conocimiento del fallecimiento de Felipe I de España "el Hermoso", conde de Borgoña, y esposo de la reina Juana I de Castilla en 1506, se pusieron en Flandes al servicio de su hijo, el duque de Borgoña, el futuro rey de España y emperador del Sacro Imperio Romano Carlos I.

## Abad del monasterio de Santa María de la Vid
Íñigo regresó a España y fue nombrado por el papa León X el 10 de mayo de 1516 abad perpetuo del monasterio premonstratense de Santa María de la Vid (Burgos). Reedificó el antiguo edificio monástico, hizo construir un claustro nuevo y la actual iglesia, además suprimió la perpetuidad del gobierno de los abades.

## Embajador imperial en Inglaterra

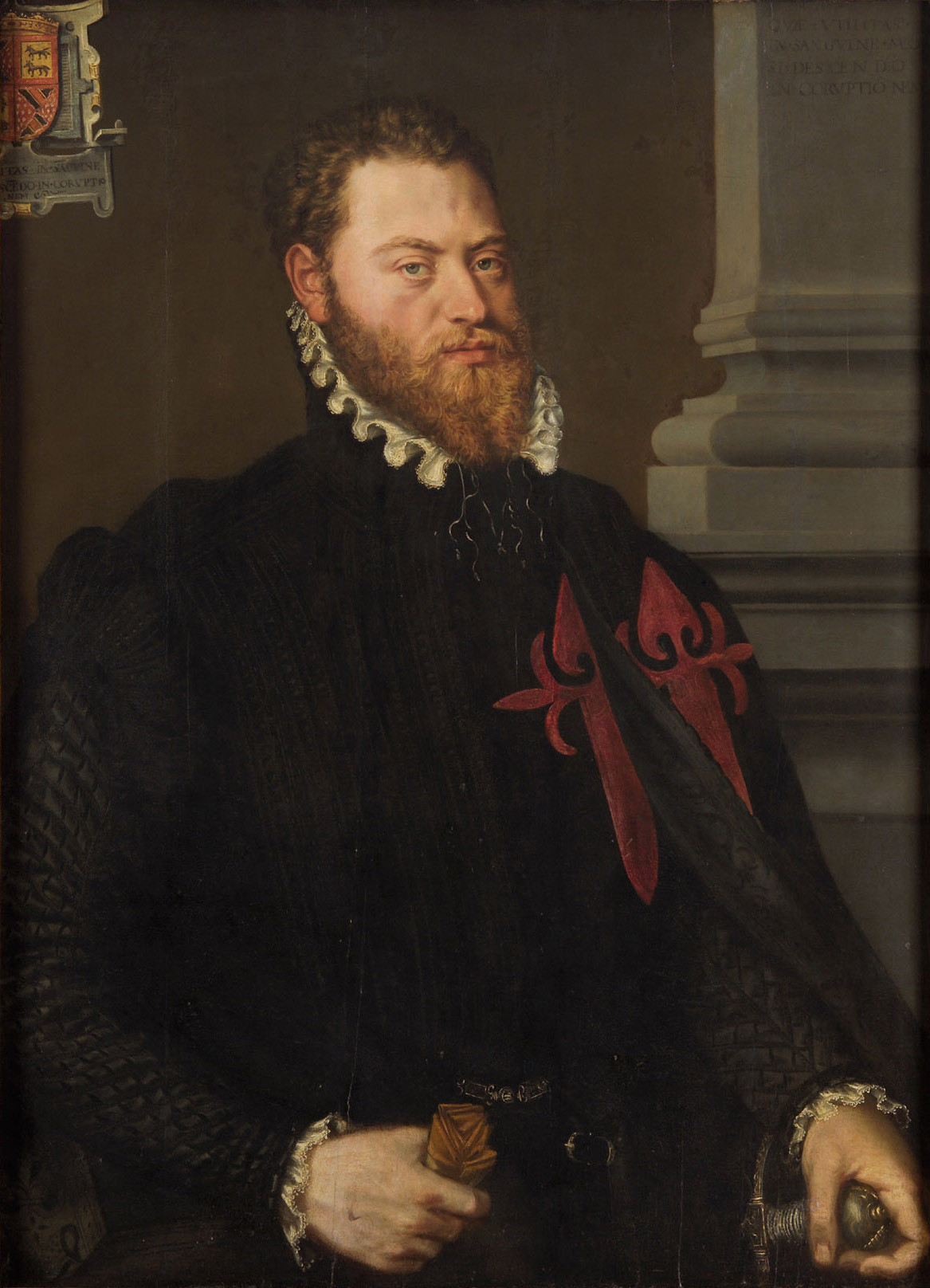
Íñigo López de Mendoza y Zúñiga por Frans Pourbus el Viejo.

Íñigo fue nombrado en 1526 embajador del emperador Carlos V en la corte del rey Enrique VIII de Inglaterra, para que negociase una paz universal. El emperador Carlos V destinó sus talentos políticos en el servicio de vigilancia y tratamiento de las cortes y consejos extranjeros. Intervino en el problema del divorcio de Enrique VIII y de su esposa la reina Catalina de Aragón, tía del emperador. La princesa Margarita de Austria, gobernadora de los Países Bajos, conocedora de los planes bélicos del cardenal inglés Thomas Wolsey, ministro de Enrique VIII, fue apoyada por el embajador Íñigo López de Mendoza, logrando se firmase el armisticio de Hamptoncourt el 15 de junio de 1528. En mayo de 1529 obtiene Íñigo permiso para regresar a España.

## Obispo de Coria, obispo de Burgos, cardenal
Íñigo fue preconizado obispo de Coria en 1528 y transferido el 2 de marzo de 1529 a la sede de Burgos. Acompañó al emperador Carlos V en su viaje a Italia, con motivo de su coronación en Bolonia. Fue creado cardenal el 9 de marzo de 1530 por el papa Clemente VII, quien le concede por bula de 27 de mayo de 1531 la consagración. El 21 de junio de 1531 recibe el capelo cardenalicio con el título de San Nicolás en Carcere Tuliana. Regresa a España, arribando a Barcelona el 22 de marzo de 1533, viaja a Burgos, donde toma su cargo de obispo. Visita toda su diócesis. Otorgó testamento el 21 de abril de 1535. Dona 15.000 ducados, que sirvieron para la construcción del Colegio de San Nicolás de Burgos, el actual Instituto de Enseñanza Secundaria "Cardenal López de Mendoza". Durante un viaje de visita al convento de la Aguilera (Burgos) en junio de 1535, tuvo que apearse por malestar en la localidad de Tordómar, donde falleció el 9 de junio de 1535 a las 10 de la mañana, fue enterrado provisionalmente en el convento de Aguilera y trasladado tiempo después a su enterramiento bajo la capilla mayor de la iglesia del convento de Santa María de la Vid, fundada por él.